# چیه کوجیرو
چیه کوجیرو (انگلیسی: Chie Kōjiro; ۱۷ اکتبر ۱۹۶۰ – ) صداپیشه اهل ژاپن بود.